# Chardon de Casabona
Ptilostemon casabonae
Espèce
Classification phylogénétique

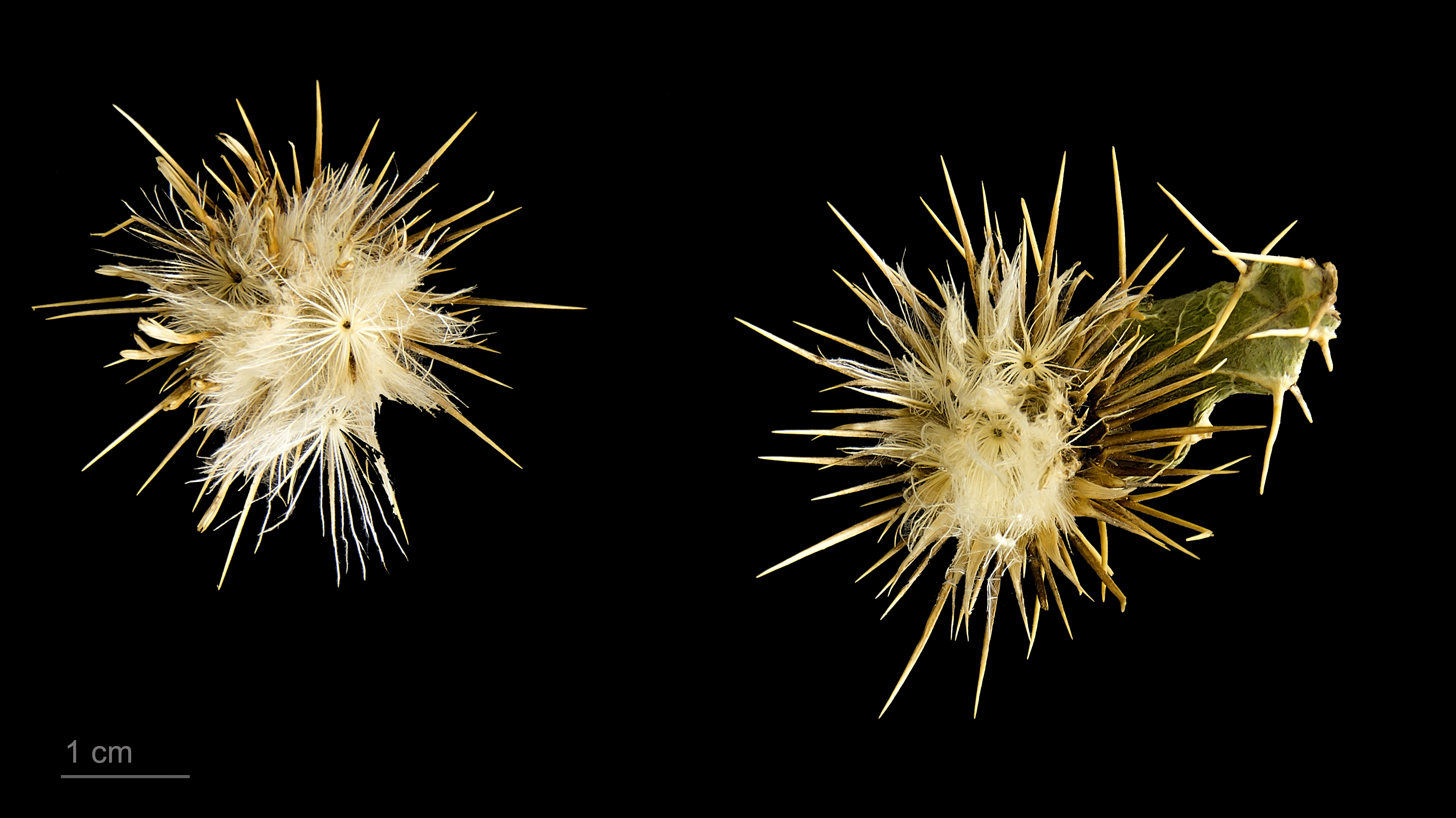
Ptilostemon casabonae au Muséum de Toulouse.

Le Chardon de Casabona, Ptilostemon casabonae, est une espèce de plante fleurs de la famille des Astéracées.

## Description
C'est une plante à feuilles et tiges épineuses.

## Répartition
France (Corse), Portugal (introduite), Italie (Sardaigne).